# Enetama Lipitoa
Enetama Lipitoa ist ein ehemaliger Politiker von Niue. Er war ein Abgeordneter (Assemblyman) für Namukulu. Er wurde in den Wahlen 1972 in die Niue Fono Ekepule (Niue Legislative Assembly) gewählt und wurde dort in das Executive Council berufen.

## Leben
Enetama Lipitoa ist der Sohn von Nogihau und Lipitoa aus Namukulu. Lipitoa graduierte 1957 an der Fiji School of Medicine.
1973 nahm er an den Verhandlungen zu den Niues Selbstständigwerdung teil. Er wurde Cabinet Minister in Robert Rexs erster Regierung nach dem Verfassungsreferendum von Niue 1974 am 19. Oktober 1974.
Er zog später ins Heimatdorf seiner Frau nach Lakepa, wo er weiterhin seinen Parlamentssitz für Namukulu behielt. Er wurde dann vor seiner Pensionierung nochmals als MP für Lakepa gewählt.
Der Parlamentssitz von Lipitoa wurde von seinem älteren Bruder, Jack Willie Lipitoa, übernommen, einem pensionierten Lehrer für technisches Zeichnen und Schnitzerei an der Niue High School.